# المغارب (صعفان)

تعديل مصدري - تعديل

المغارب هي إحدى قرى عزلة بني عراف بمديرية صعفان التابعة لمحافظة صنعاء، بلغ تعداد سكانها 367 نسمة حسب تعداد اليمن لعام 2004.